# Antoni Ratajczak
Antoni Ratajczak ps. „Kosiba” (ur. 13 stycznia 1903 w Mościszkach, zm. 15 czerwca 1944 w Żabikowie) – działacz ruchu robotniczego, uczestnik powstania wielkopolskiego, twórca Gwardii Ludowej na terenie Poznania.

## Życiorys
Syn Michała i Małgorzaty z Witkowiaków. Uczestnik powstania wielkopolskiego. W latach 1926–1944 pracował jako robotnik w Centrali Żelaza Estreich i Kaczmarek w Poznaniu. Od 1935 roku działał w KPP, w 1937 roku został wybrany radnym do Rady Gromadzkiej w Lasku.
Działalność konspiracyjną rozpoczął w 1941 roku tworząc komórki komunistycznej konspiracji na terenie gminy Żabikowo. Od września 1942 roku rozwijał działalność PPR na terenie powiatu poznańskiego. Pod koniec 1943 roku został mianowany komendantem Gwardii Ludowej na powiat poznański. W następnym roku utworzył 65-osobową kompanię, w której prowadzono naukę obsługi broni oraz szkolono w sabotażu.
Aresztowany 30 maja 1944 roku przez gestapo zmarł z wycieńczenia i ran 15 czerwca 1944 roku w obozie karnym w Żabikowie.

## Życie prywatne
Żonaty z Wiktorią Paprzycką, miał syna Jerzego.